# Atentado de Santiago de Chile de 2014
El atentado de Santiago de Chile de 2014 fue un ataque terrorista perpetrado por Juan Flores Riquelme en el centro comercial «Subcentro», contiguo a la estación de metro Escuela Militar, en la comuna de Las Condes, Santiago de Chile, el 8 de septiembre de 2014 a las 14:05:21 hora local. Luego de la explosión, 14 personas resultaron con lesiones de diversa consideración, el Subcentro se llenó de humo y de inmediato acudieron al lugar ambulancias, bomberos y Carabineros. El atentado ha sido catalogado como el más grave ataque terrorista en el país de los últimos 20 años.

## Artefacto explosivo
La bomba instalada en el Subcentro consistía en un extintor en cuyo interior había dos kilos de pólvora negra y un sistema de relojería análoga operado con mecanismo eléctrico. Transcurrieron cinco minutos desde que se activó el artefacto hasta su detonación.
El artefacto explosivo se encontraba en una bolsa negra de basura que fue arrojada dentro de un basurero del centro comercial, lugar en que pasó inadvertido en un horario donde crece el flujo de gente debido a que muchos acuden al Subcentro para almorzar.
Con la detonación, una serie de esquirlas fueron expulsadas en todas direcciones, lesionando al menos a 14 personas que se hallaban a esa hora en el lugar.

## Víctimas
La detonación de la bomba causó lesiones al menos a 14 personas, a causa principalmente de las esquirlas que salieron eyectadas desde el artefacto explosivo y también por el trauma acústico causado por el estruendo.
|    | Nombre                           | Edad | Diagnóstico                                          |
| -- | -------------------------------- | ---- | ---------------------------------------------------- |
| 1  | Marta Elda Hernández Ancapán     | 61   | Amputación del dedo anular de la mano derecha        |
| 2  | Sylvia del Carmen Novoa Espinoza | 67   | Fractura expuesta en tibia derecha de carácter grave |
| 3  | Jorge Luis Arias Riera           | 36   | Fractura en la pierna izquierda                      |
| 4  | Benjamín Ulloa Correa            | 24   | Fractura de pelvis de carácter grave                 |
| 5  | José Alejandro Garrido Basáez    | 62   | Lesiones de diversa consideración                    |
| 6  | Rossana Francesconi Gehrkue      | 63   | Lesiones de diversa consideración                    |
| 7  | Isabel Margarita Veloso Godoy    | 32   | Lesiones de diversa consideración                    |
| 8  | María Esperanza Taide Mardones   | 23   | Trauma acústico                                      |
| 9  | María Esperanza Taide Chiller    | 69   | Trauma acústico                                      |
| 10 | María Teresa Aguirre Cid         | 55   | Trauma acústico                                      |
| 11 | Diego Villamizar Jaimes          | 33   | Trauma acústico                                      |
| 12 | Gloria Estela Guerra Guerra      | 36   | Trauma acústico                                      |
| 13 | Luz Eliana Gálvez Moncada        | 46   | Trauma acústico                                      |
| 14 | Paulina Elizabeth Campos León    | 30   | Trauma acústico                                      |

## Investigación

### Designación de Fiscal del Ministerio Público
Ya el 1 de agosto el Ministerio Público había designado a Christian Toledo como fiscal exclusivo para investigar los casos de artefactos explosivos en la capital del país, aunque en la investigación también intervino como vocero el fiscal regional de la Zona Sur, Raúl Guzmán. Además de los dos fiscales anteriores, asistieron a la audiencia de formalización de la investigación los fiscales Héctor Barros, Francisco Bravo y Claudio Orellana.

### Detenciones
La madrugada del 18 de septiembre de 2014, en plena celebración de fiestas patrias, Carabineros de Chile detuvo a tres sospechosos del atentado: Juan Flores Riquelme, de 22 años, Nataly Casanova Muñoz, de 26 y Enrique Guzmán Amadeo, de 25 años de edad. El operativo policial se llevó a cabo en la calle Poeta Juan Ruiz Peña 11 032 de la Villa San Matías, en el paradero 33 de la comuna de La Pintana, en el sector sur de la capital.

### Audiencia de formalización de la investigación

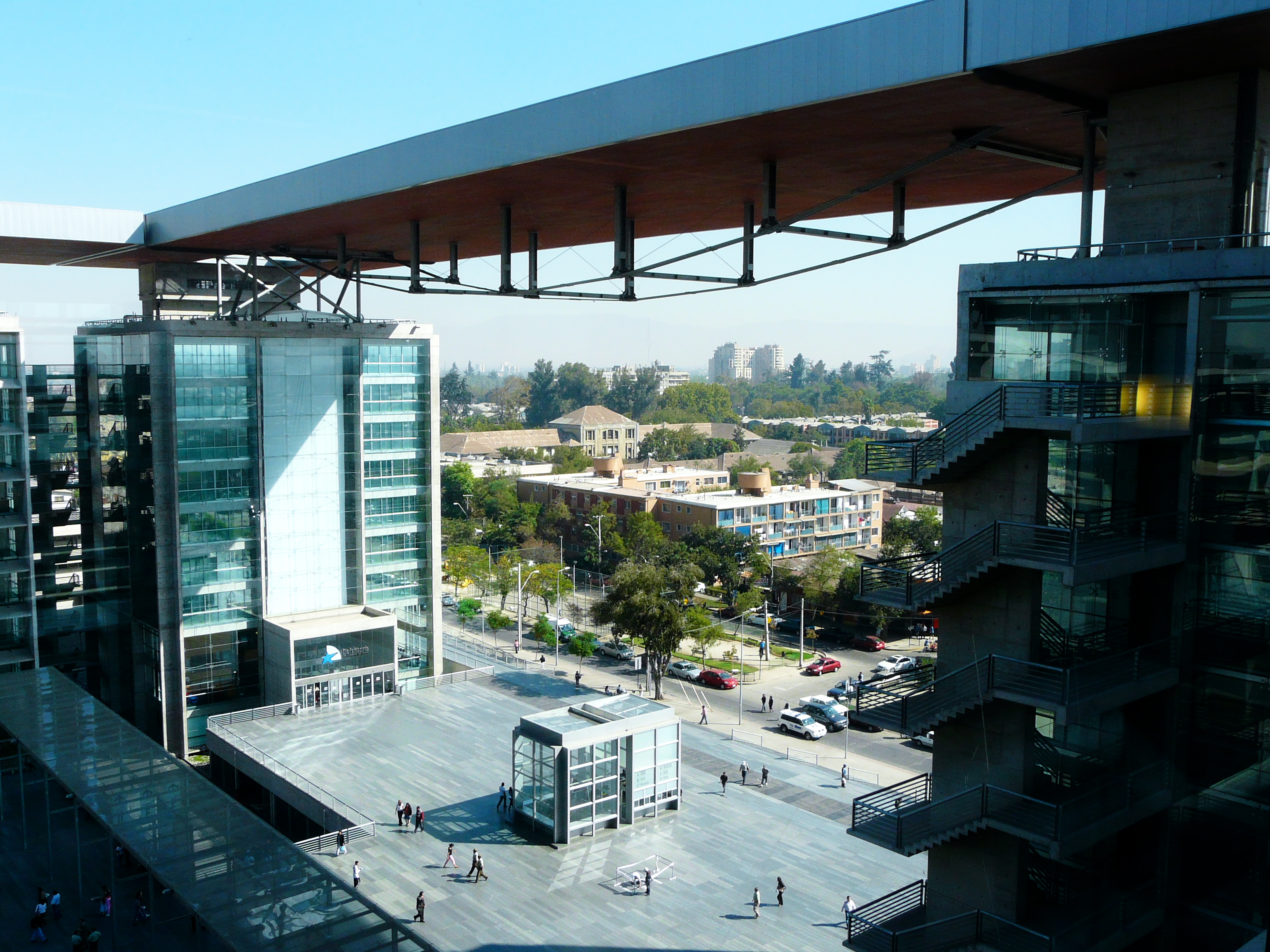
La audiencia de formalización de la investigación se llevó a efecto ante el 15° Juzgado de Garantía de Santiago, en el Centro de Justicia de dicha ciudad.

A las 13:00 horas del 23 de septiembre de 2014 se inició en el 15° Juzgado de Garantía la audiencia de formalización de la investigación a los tres sospechosos del atentado. La audiencia fue dirigida por el Juez René Cerda y estuvieron presentes por la parte acusatoria el fiscal regional de la Zona Sur, Raúl Guzmán, el fiscal con dedicación exclusiva, Christian Toledo y los fiscales Héctor Barros, Francisco Bravo y Claudio Orellana, junto con querellantes en representación del Ministerio del Interior, la Municipalidad de Las Condes y el diputado Gustavo Hasbún.
Por la parte defensora estuvieron presentes el abogado de Juan Flores, Rodrigo Torres, el abogado de Nataly Casanova, Eduardo Camus y la defensa del imputado Guillermo Durán, el abogado Cristian Rojas.
En la ocasión la Fiscalía aseguró que los imputados, según cada caso, habrían participado en cinco hechos que calificó como terroristas. Se trata de la detonación de un artefacto el pasado 13 de julio en la estación de Metro Los Dominicos, la explosión de otros dos aparatos el día 11 de agosto frente a la 1.ª Comisaría de Santiago y a la 39.ª Comisaría de El Bosque; y el bombazo ocurrido el pasado 8 de septiembre en el Subcentro de la estación Escuela Militar y que tuvo como resultado 14 personas lesionadas. Junto con ello, también se les imputa un delito terrorista en grado de tentativa, por haber hallado 680 gramos de pólvora negra en el domicilio de los imputados en La Pintana el día en que fueron detenidos.
El juez de garantía René Cerda le fijó al Ministerio Público un plazo de 10 meses para la investigación. El magistrado estableció que existen elementos suficientes para decretar la prisión preventiva de Juan Flores mientras dure la investigación. Lo mismo proveyó respecto de Nataly Casanova, decretando su prisión preventiva. Respecto del imputado Guillermo Durán, el juez decretó arresto nocturno y orden de arraigo.
La defensa de Nataly Casanova apeló por la imposición de la prisión preventiva, pero la Corte de Apelaciones de San Miguel confirmó la medida cautelar

### Apoyo del FBI
El 15 de septiembre de 2014 peritos del Laboratorio de Criminalística de Carabineros de Chile (Labocar) sostuvieron una reunión con agentes del FBI de los Estados Unidos de América especializados en terrorismo, cuyo objetivo central se tradujo en ahondar en la investigación por el atentado terrorista ocurrido en el Subcentro, en Las Condes. En la oportunidad estuvo presente el fiscal regional de la Zona Sur, Raúl Guzmán, y peritos del equipo especializado de la policía uniformada. En la reunión se trataron aspectos generales de la investigación, junto con revisar los procedimientos empleados para identificar a quien instaló el artefacto explosivo.

### Pruebas policiales

#### Tarjeta bip!

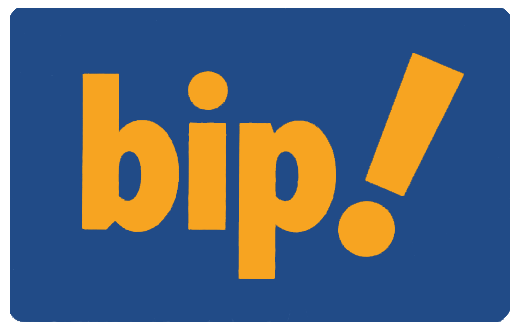
A través de la tarjeta bip! la Fiscalía habría descubierto una conexión entre la colocación de artefactos explosivos en Los Dominicos y en el Subcentro de Escuela Militar.

El Ministerio Público a través del fiscal regional de la Zona Sur, Raúl Guzmán y el fiscal con dedicación exclusiva, Christian Toledo, definieron en la audiencia de formalización de la investigación que entre las pertenencias halladas a los imputados se habría encontrado una tarjeta bip!, documento utilizado como medio de pago para hacer uso del transporte público en Santiago. A través de ella y de cámaras de seguridad se habría determinado la participación de los imputados en varios hechos terroristas, por medio de las tarjetas 17206992 y 17407579.

#### Pólvora negra
Al realizar el registro del domicilio de Nataly Casanova, pareja de Juan Flores, fueron hallados 680 gramos de pólvora negra enterrados en dos bolsas, salitre potásico –utilizado para hacer detonaciones simples–, guantes de látex con trazos de pólvora, elementos para la fabricación del material, ampolletas para su activación, herramientas y vestimenta.

#### ADN
Entre los restos de uno de los artefactos detonados se encontraron muestras de ADN de los imputados, a partir de una huella dactilar hallada entre los pedazos del explosivo.

#### Facebook
A través de esta red social fueron cotejados los perfiles de Nataly Casanova y Juan Flores con las videograbaciones obtenidas desde los espacios públicos. Sobre la base de ello, el Ministerio Público pudo dar con el domicilio de ambos y solicitar la orden de detención al 15° Juzgado de Garantía de Santiago que se concretó la madrugada del 18 de septiembre.

#### Cámaras de seguridad
Otra de las pruebas que presentó el Ministerio Público fueron las grabaciones registradas por las cámaras de seguridad de la galería comercial Subcentro, contigua a la estación de Metro Escuela Militar y de la estación de Metro Los Dominicos, así como imágenes registradas en paraderos del Transantiago. En el caso del Subcentro, una veintena de cámaras dispuestas en el lugar el día de los hechos fueron revisadas minuciosamente con estos fines. Sin embargo, las imágenes no mostraban con claridad los rostros de los imputados, circunstancia que fue aprovechada como argumento por parte de uno de los abogados defensores, sobre todo en el caso de Nataly Casanova.
De acuerdo a lo señalado por el fiscal Christian Toledo, el registro de los videos solo permitía identificar las características físicas de los individuos, estableciendo que se trataba de un hombre calvo y de una mujer. Con esta información en mano y gracias a la identificación de Juan Flores que ya se había logrado gracias al hallazgo del registro de la tarjeta bip!, se procedió a consultar el perfil de Facebook del imputado.

## Sentencia
El 15 de marzo de 2018 el Sexto Tribunal de Juicio Oral en lo Penal de Santiago condenó a Juan Flores Riquelme a un total de 23 años de presidio como autor de delito terrorista de colocación y detonación de artefacto explosivo, posesión de bomba, seis delitos de lesiones menos graves y delito de daños. Los otros dos imputados quedaron libres por falta de antecedentes que permitieran acreditar la existencia de delitos terroristas.

## Efectos del atentado

### Reacciones políticas

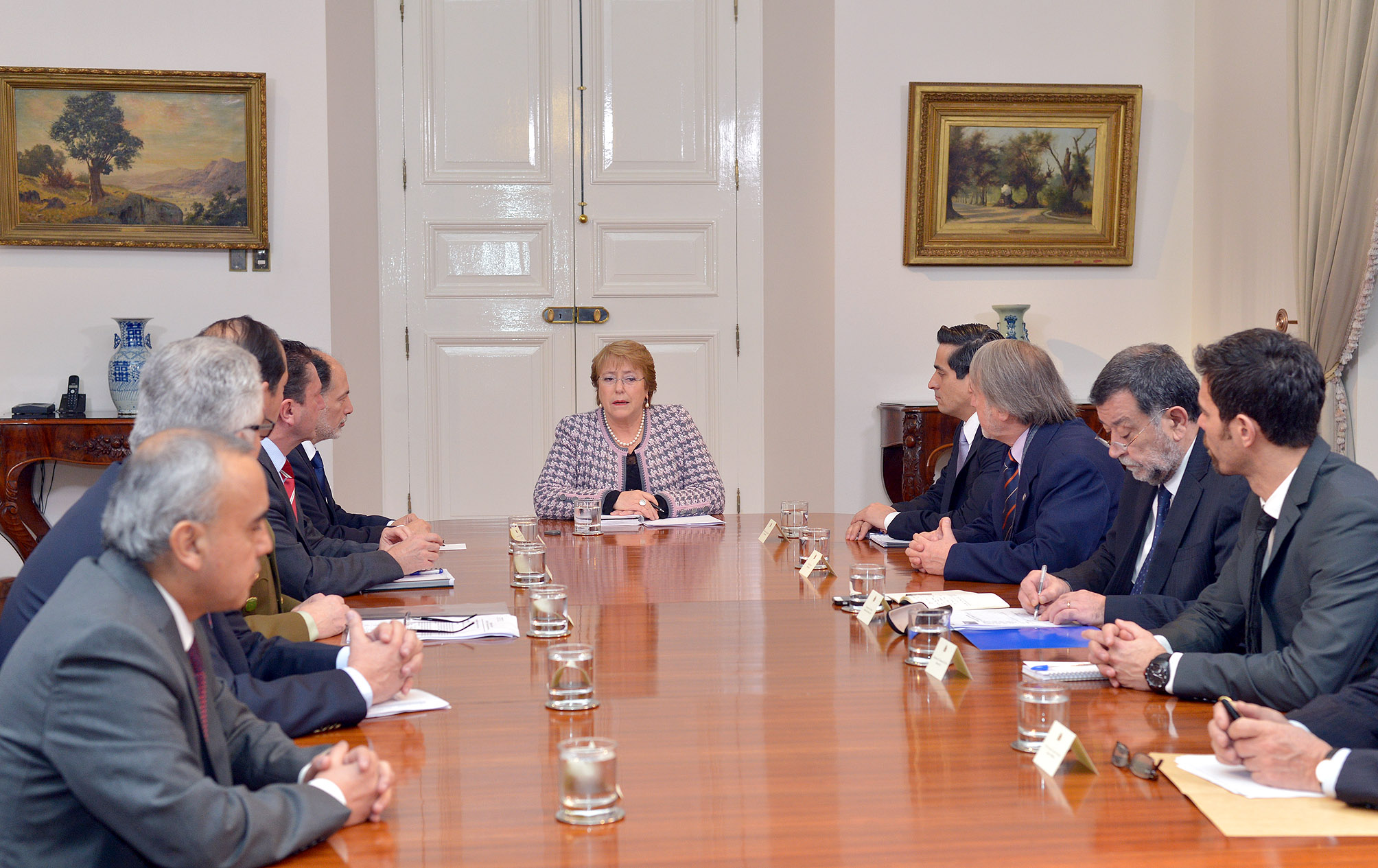
Consejo Operativo de Seguridad por atentado del 8 de septiembre de 2014

De inmediato Gobierno y parlamentarios rechazaron el atentado perpetrado en el Subcentro de la estación de Metro Escuela Militar, acusándolo de cobarde, criminal y terrorista. Junto con condenar el ataque perpetrado, la presidenta Michelle Bachelet convocó al Consejo Operativo de Seguridad, ocasión en que participaron los ministros del Interior, Rodrigo Peñailillo y de Justicia, José Antonio Gómez, así como las máximas autoridades del Ministerio Público, el Fiscal Nacional (s) Alberto Ayala, el presidente de la Corte Suprema, Sergio Muñoz, el General Director de Carabineros, Gustavo González Jure, el director de la Policía de Investigaciones, Marcos Vásquez Meza y el director de la Agencia Nacional de Inteligencia, Gustavo Villalobos.
El 1 de octubre de 2014 la Cámara de Diputados aprobó por 68 votos a favor, 7 en contra y 11 abstenciones el proyecto  que solicita a la Presidenta de la República que otorgue una pensión de gracia vitalicia a las víctimas del atentado terrorista.

### Reacciones sociales
La primera reacción entre la población fue de alarma y desconfianza. El Metro comenzó a retirar todos los basureros de sus estaciones como medida preventiva, instalando en su lugar bolsas de basura transparentes. Los días inmediatamente posteriores al atentado hubo una considerable disminución en el uso del Metro como medio de transporte. También se verificó un abuso de esta desconfianza por un sector de la comunidad, ya que entre el atentado de Los Dominicos y el 8 de octubre de 2014 se verificaron 669 falsos avisos de bombas en Chile. Por esta razón, el Gobierno de Chile presentó una querella por falsa alarma, delito tipificado en el artículo 268 del Código Penal de Chile.

### Reacciones jurídicas
Parlamentarios anunciaron el envío de proyectos de ley para corregir la Ley Antiterrorista y la Agencia Nacional de Inteligencia, ANI, permitiéndole a las policías mayores herramientas para la persecución de esta clase de delitos, como las escuchas telefónicas o la figura del agente encubierto.

### Reacciones internacionales
El atentado terrorista en Chile llenó las portadas de numerosos periódicos internacionales, incluyendo Argentina, Perú, México, Estados Unidos, Francia, Italia, el Reino Unido, entre otros.